# Saya (Niger)
Saya ist ein Dorf in der Landgemeinde Gothèye in Niger.

## Geographie
Das von einem traditionellen Ortsvorsteher (chef traditionnel) geleitete Dorf befindet sich rund sieben Kilometer südöstlich von Gothèye, dem Hauptort der gleichnamigen Landgemeinde, die zum gleichnamigen Departement Gothèye in der Region Tillabéri gehört. Saya liegt am rechten Ufer des Flusses Niger. Zu den größeren Dörfern in der Umgebung zählen Zarakoira im Nordwesten und Sorbon Haoussa im Osten. Die Siedlung ist Teil der Übergangszone zwischen Sahel und Sudan.

## Geschichte
Saya war einer jener Orte im heutigen Niger, an denen sich nach dem Untergang des Songhaireichs im Jahr 1591 Songhai-Flüchtlinge unter einem Nachkommen der Herrscherdynastie Askiya niederließen. Der staatliche Stromversorger NIGELEC elektrifizierte das Dorf im Jahr 2018.

## Bevölkerung
Bei der Volkszählung 2012 hatte Saya 1588 Einwohner, die in 219 Haushalten lebten. Bei der Volkszählung 2001 betrug die Einwohnerzahl 1408 in 172 Haushalten und bei der Volkszählung 1988 belief sich die Einwohnerzahl auf 1054 in 128 Haushalten.

## Kultur
In Saya leben verhältnismäßig viele Djesseré, eine besondere Art von Erzählern, die historische Überlieferungen in langen Vorträgen weitergeben.

## Wirtschaft und Infrastruktur
Am Flussufer verläuft die Nationalstraße 4. In den Gärten von Saya werden Zwiebeln, Blattsalate, Kalebassenfrüchte und Kohl, ferner Guaven, Mangos und Zitronen angebaut. Der Anbau dient in erster Linie dem Eigenbedarf, da das Obst und Gemüse, bis auf die Zwiebeln und Kalebassenfrüchte, leicht verderblich und die nächsten städtischen Zentren weit entfernt sind. Es gibt eine Grundschule im Dorf.